# Sofie Gråbøl
Sofie Gråbøl (ur. 30 lipca 1968 we Frederiksbergu) – duńska aktorka. Wystąpiła między innymi w filmie Dotknięcie ręki w reżyserii Krzysztofa Zanussiego i serialu The Killing.